# Poppon de Stavelot
Pour les articles homonymes, voir Poppon.
Poppon de Stavelot, né en 978 à Deinze et mort le 21 janvier 1048 à l'abbaye de Marchiennes en France, était un moine bénédictin, abbé de Stavelot et proche conseiller de Henri II qui lui donna la charge de réformer à la manière clunisienne et superviser une quinzaine d’abbayes de l’empire. Un très ancien document historique le certifiant, il est connu comme le premier pèlerin flamand, à avoir visité la Terre sainte.
Canonisé en 1624, saint Poppon est liturgiquement commémoré le 25 janvier.

## Biographie
Enfant unique d'une famille noble flamande, il perd en 978 son père Tizekinus, tombé en combattant le roi des Francs. De sa pieuse mère (qui termina ses jours dans un couvent à Verdun) il reçoit une excellente éducation, typique d'un noble chrétien de son temps. Tout naturellement il suit une carrière militaire, mais cela le laisse insatisfait. Il y renonce, comme à l’intéressant mariage qu’on lui prépare.
Vers l'an 1000, il fait le pèlerinage de Terre sainte et, sur le chemin du retour, il passe par Rome. Revenu dans son pays, et ayant décidé de se faire moine, il demande à être admis au monastère bénédictin de Saint-Thierry près de Reims en 1005.

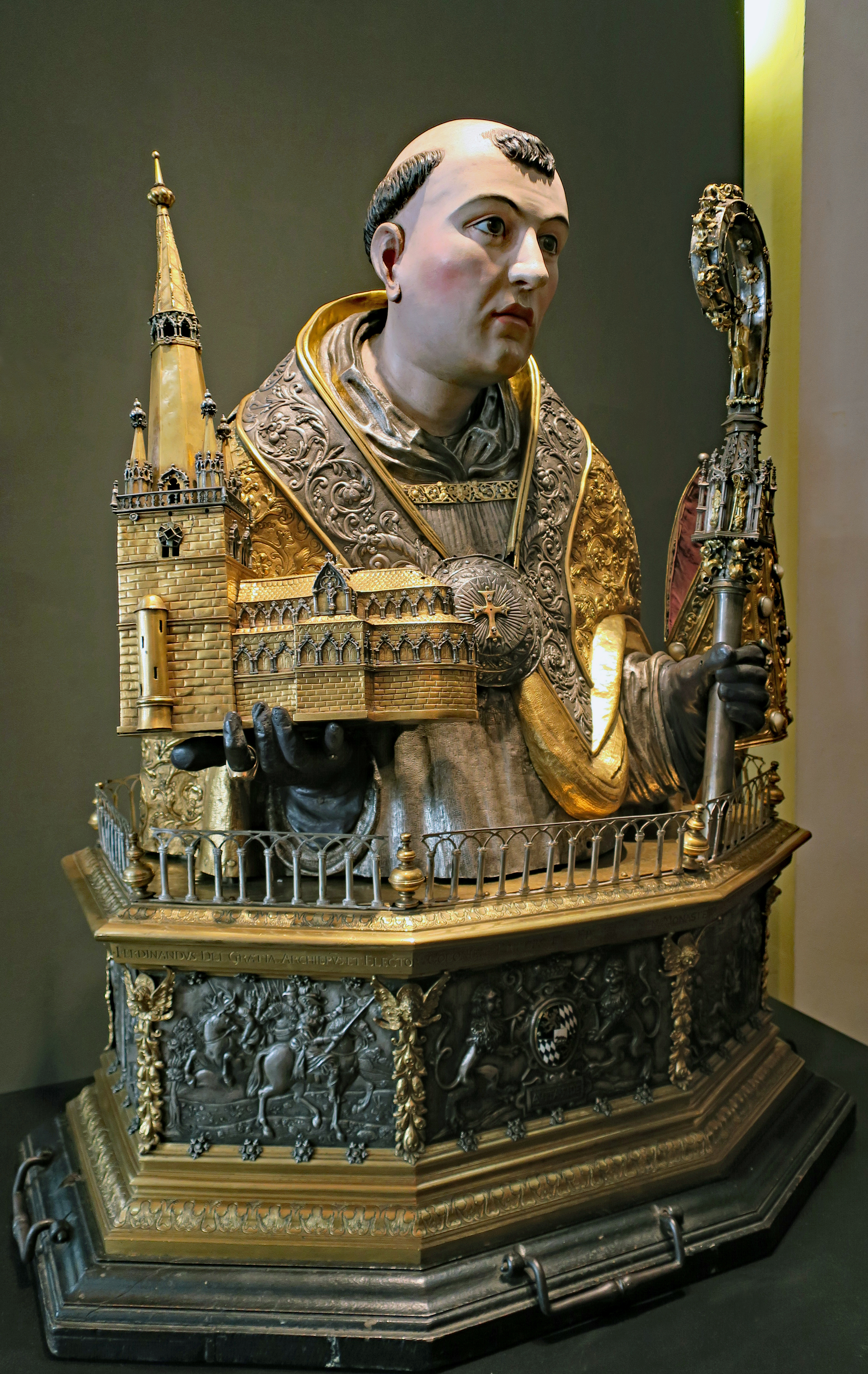
Buste reliquaire de Saint-Poppon, 1626
Église Saint-Sébastien de Stavelot

L'abbé de Saint-Vanne, Richard, grand réformateur, rencontre Poppon en 1008 et obtient, non sans difficulté, qu’il soit transféré dans son monastère de Saint-Vannes à Verdun. Il a trouvé en Poppon celui qui pourrait l’assister dans son œuvre de réforme monastique. Il l’envoie dès lors dans plusieurs abbayes pour y restaurer l'observance monastique, Saint-Vaast à Arras en 1013, Vasloge, Beaulieu et d'autres.
Moine ascète, patient et excellent organisateur, Poppon arrive souvent à ses fins. Sa réputation de réformateur persévérant se répand. Aussi l'empereur Henri II, le nomme en 1020 abbé de Stavelot. En 1021, l'abbé Poppon, grand bâtisseur, met en chantier une imposante église abbatiale de plus de cent mètres de long, en présence de l'empereur du Saint-Empire, Henri II.
Devenu proche conseiller du saint empereur qui l'estime beaucoup, il agit, de par l'autorité reçue, comme l'abbé-primat d’une quinzaine de monastères de Lotharingie. Ainsi, en 1023, il devient abbé de Saint-Maximin de Trèves et du monastère de Wissembourg ; en 1028 de l'abbaye d'Echternach, et en 1032 de celle de Saint-Gall. Au total, il avait autorité sur 17 abbayes lorsque Conrad II succède à Henri II. Partout il introduit la réforme clunisienne en dépit de la résistance des moines. Après la mort de Conrad II en 1039, la réforme, qui se proposait de lutter contre la sécularisation des monastères, perd l'appui de l'empereur, ce qui explique que dans le Saint-Empire son succès ne fut pas durable.
Poppon meurt le 25 janvier 1048, à l'âge de 70 ans : il se trouve de passage à l'abbaye de Marchiennes, lors d'un de ses nombreux voyages qui servait à propager la réforme. Avant de mourir il reçoit l'extrême-onction des mains d’Everhelm, abbé d'Hautmont, qui plus tard sera son biographe.

## Sources
- Tout ce que l'on sait de Poppon vient largement de la Vita écrite par le moine Onulf et revue par Everhelm, abbé d'Hautmont, qui assista le saint lors de ses dernières heures. Édition critique dans les Acta Sanctorum, en date du 25 janvier.